# Ла-Торре-дель-Вальє
Ла-Торре-дель-Вальє (ісп. La Torre del Valle) — муніципалітет в Іспанії, у складі автономної спільноти Кастилія-і-Леон, у провінції Самора. Населення — 174 особи (2010).
Муніципалітет розташований на відстані близько 250 км на північний захід від Мадрида, 65 км на північ від Самори.
На території муніципалітету розташовані такі населені пункти: (дані про населення за 2010 рік)
- Паладінос-дель-Вальє: 16 осіб
- Ла-Торре-дель-Вальє: 158 осіб

## Демографія
Динаміка населення (INE ):